# Museum des Mausoleums des Königs von Nanyue aus der Zeit der Westlichen Han-Dynastie

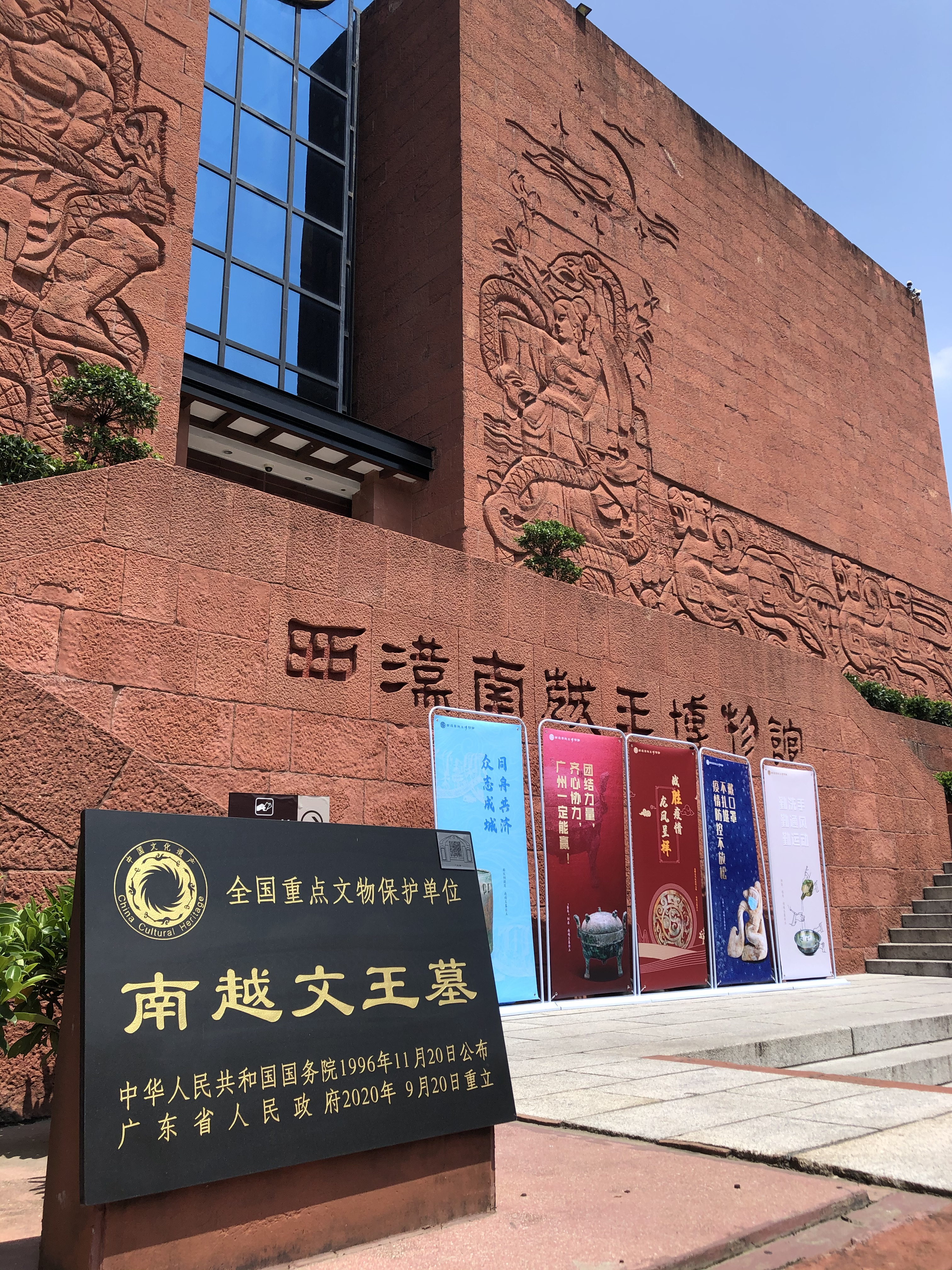
Museum des Mausoleums des Königs von Nanyue

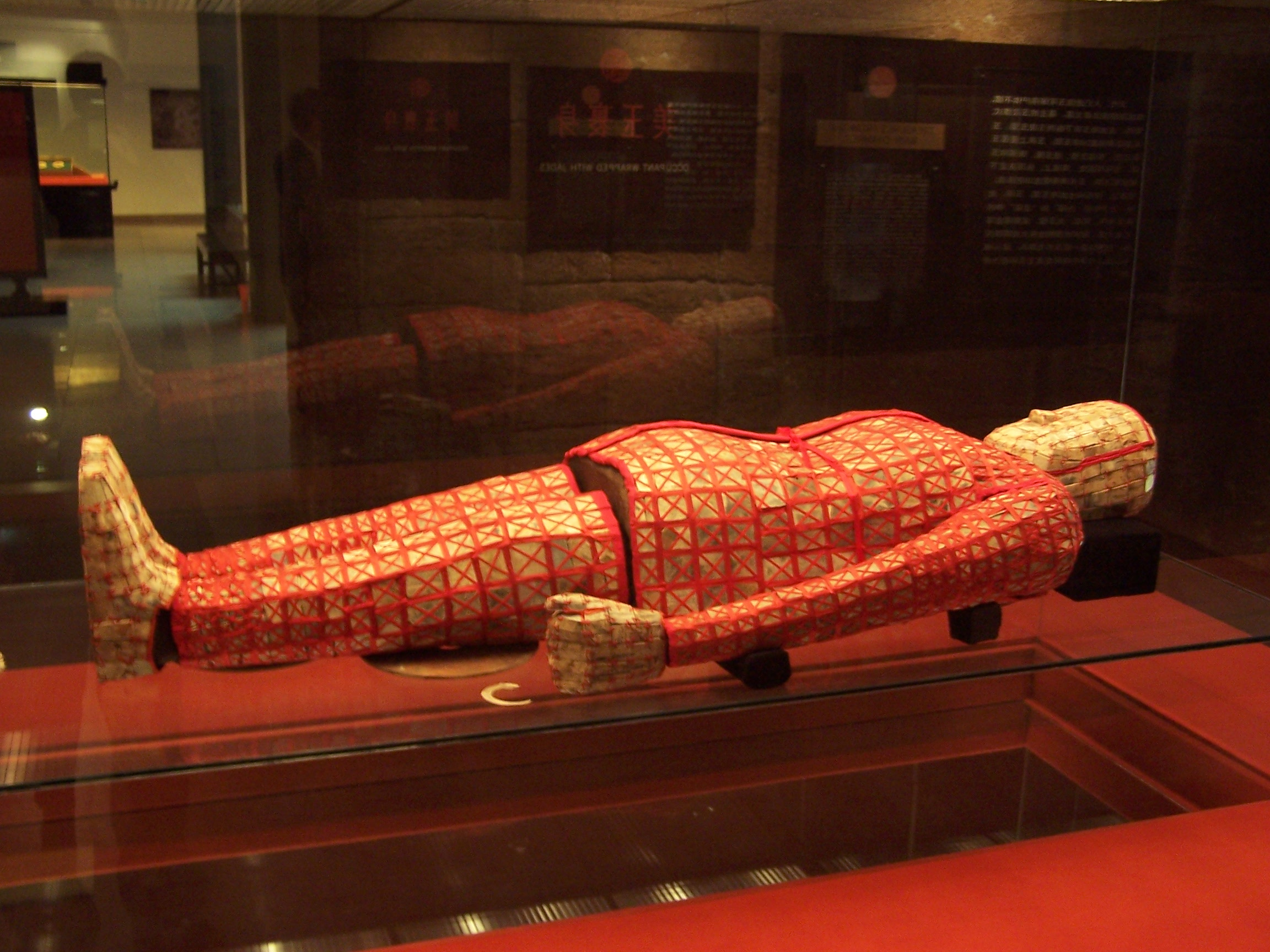
Jade-Totengewand aus Jade-Plättchen für den Nan-Yue-König

Das Museum des Mausoleums des Königs von Nanyue aus der Zeit der Westlichen Han-Dynastie (chinesisch 西汉南越王博物馆, Pinyin Xi Han Nanyue wang bowuguan, Jyutping Sai1 Hon3 Naam4jyut6 Wong4 Bok3mat6gun2, englisch Museum of the Western Han Dynasty Mausoleum of the Nanyue King) ist ein Museum in Guangzhou (Kanton) im Süden Chinas. In ihm werden die Funde aus dem Grab des Nan-Yue-Herrschers Zhao Mo sowie weitere archäologische Funde ausgestellt.